# 伊布 (寶可夢)
伊貝（英語：Eevee，香港舊譯伊貝）是寶可夢系列登場的1025種虛構角色的一種。

## 特征
屬性為一般。有著像兔子一樣的長耳朵，脖子有和狗一樣的白色軟毛覆蓋的特徵。容易受周圍環境影響，擁有極不安定的遺傳因子。有可能進化成多種寶可夢，個體數稀少。
在设定上拥有多种进化路线而出名，在第一代遊戲版本由于只能靠特定進化石來進化，所以伊布可以選擇不進化，但自從第二代游戏版本出现靠親密度進化的太陽伊布和月亮伊布出現後，伊布就難以不得不進化了，玩家如要保留伊布原狀不進化，就只可以讓伊布攜帶「不變之石」提升等級。
伊布的英文「Eevee」中的「E」和「V」，是抽自進化的英文「Evolve」，四個「E」其實是指伊布早期四種形態（伊布與其早期的三種進化形，即火伊布、雷伊布和水伊布）。
直到現在，伊布有8种进化分支，包括水伊布、雷伊布、火伊布、太陽伊布、月亮伊布、葉伊布、冰伊布、以及仙子伊布。

## 遊戲中的伊布
在「精靈寶可夢紅、綠版」中，可以在玉虹市得到一隻，在華藍市阿輝的小屋調查電腦可以看見伊布進化的模樣。
「精靈寶可夢黃版」的競爭對手會使用，至於會進化成哪一種決定在一開始戰鬥的輸贏。
在「精靈寶可夢金、銀版」中可以進化成超能力屬性的太陽伊布和惡屬性的月亮伊布。在十分親密的狀態時升級，白天就會變成太陽伊布，晚上會變成月亮伊布。
在「精靈寶可夢鑽石、珍珠、白金版」中，可以在緣之市寶可夢中心旁的小屋向裡面的女孩取得（鑽石·珍珠版本要在取得全國圖鑑後才能入內取得），並追加了草屬性的葉伊布和冰屬性的冰伊布。兩者都是在特定的場所升級後可以進化。同時亦為伊布增加了一種可能特性：「適應力（てきおうりょく）」，為伊布代表特性，能把自己的一般屬性攻擊傷害威力加倍。在《劍／盾》，由于取消了特定地区进化的设定，所以葉伊布和冰伊布改回用对应属性的进化之石来进化。
在「精靈寶可夢XY」，增加了一种新属性后，伊布也再增加一个进化分支，通过提升亲密度并学会其中一种妖精属性的技能后，则会变成仙子伊布。
伊布進化的種類会影响其战斗属性专长，以水伊布來說的話是「HP」、雷伊布是「速度」、火伊布是「攻擊」、太陽伊布是「特攻」、月亮伊布是「特防」。根據不同的種類升級可以習得的招式也不同。
在「精靈寶可夢 Let's Go！皮卡丘／Let's Go！伊布」依照版本決定初始寶可夢，《精靈寶可夢 Let's Go！皮卡丘》是競爭對手會使用，後期會固定進化成雷伊布。《精靈寶可夢 Let's Go！伊布》中為最初拿到的寶可夢，此版本中的伊布由悠木碧配音，與一般的伊布不同的擁有了性別差異，搭檔伊布是無法進化但捕捉到的其他伊布是可以進化。

## 動畫中的伊布
初次登場是在第40集的《伊布四兄弟》。作為四兄弟最小的老幺－太一的寶可夢登場。三個哥哥各自擁有雷伊布、水伊布和火伊布，並強迫太一讓伊布進化，但太一選擇了不讓伊布進化。
在第184集的《伊布五姐妹！在茶會中戰鬥！》作為五姐妹最小的妹妹，櫻花的寶可夢登場。四姐妹各擁有月亮伊布、水伊布、雷伊布和火伊布。227集再次登場的時候進化成太陽伊布。
AG第157集《超越時空吧！小遙！》蛋孵化後馬上習得了「暗影球」和「挖洞」（這兩招式在遊戲版本中只能靠特定招式學習器取得），有很強的潛在能力。那之後在《神奇寶貝鑽石&珍珠》中再度登場，進化成冰伊布了。
DP第174集《華麗大型慶典開幕！炎與冰的藝術！》在華麗大型慶典中，作為小光的對手烏拉拉所持有的兩隻伊布登場，並在當集以手持的「進化石」進化為水伊布和火伊布作為表演而通過第一次審查。
BW第102集《伊布小隊！神奇寶貝救援隊！》伊布小隊的訓練家─巴吉爾擁有一隻伊布和七隻進化形，分別是火伊布、水伊布、雷伊布、太陽伊布、月亮伊布、葉伊布、冰伊布。
XY第088集《伊布會怕生！？在花田抓住牠！！》是一隻獨自在花田跳舞的野生伊布，但牠非常怕生（人類和寶可夢都會），後來被莎莉娜收服並帶著牠參加三冠衛星賽。之後在XY第104集《小智與莎莉娜！在舞會上收服！！》進行了雙打對戰途中進化成仙子伊布，展現了敏捷的優雅舞步，並表現出了充足的信心，不再怕生。
SM特別短篇《伊布要去哪裡？》主角是一隻有一縷遮擋住眼睛的長瀏海伊布，後來SM第099集《伊布要去哪裡？不論往哪去見那孩子！》被水蓮收服並取名為小渚。

## 電影中的伊布
《神奇寶貝保育家與蒼海的王子 瑪納霏》中可以看見小遙的伊布。
2013年副篇《皮卡丘與伊布☆好朋友》伊布的已知進化型全數登場。

## 其他的伊布
漫畫「神奇寶貝特別篇」中，小赤擁有一隻伊布。小名是（布）。這隻伊布原本被火箭隊當做實驗，可以自由的進化成水伊布、雷伊布和火伊布，但伊布卻無法負荷這種能力。後來被小赤收服，第二章小赤得到進化石時願意成為小赤的力量而自由進化。但第三章進化成太陽伊布後失去了這種能力。